# Tjaš Begić
Tjaš Begić (Isola, 30 giugno 2003) è un calciatore sloveno, attaccante del Parma.

## Caratteristiche tecniche
È un'ala sinistra.

## Carriera

### Club
Cresciuto nel settore giovanile del Gorica, ha debuttato in prima squadra l'8 marzo 2020 nell'incontro di Druga slovenska nogometna liga perso 2-0 contro il Dob. Il 30 luglio seguente, nella gara di ritorno dei play-off vinta 5-0 contro il Triglav, ha segnato il gol del momentaneo 1-0, il primo in carriera. Dopo un'ulteriore stagione con il club di Nova Gorica, il 15 giugno 2021 è stato acquistato dal Celje dove ha segnato 9 reti in 37 partite.
Il 5 luglio 2022 è stato acquistato a titolo definitivo dal L.R. Vicenza ed il 3 settembre ha fatto il suo esordio nell'incontro di Serie C vinto 6-1 contro la Pro Sesto; ha segnato il suo primo gol il 22 gennaio 2023 nella partita vinta 3-0 contro l'AlbinoLeffe.
Il 14 luglio 2023 ha firmato un quadriennale con il Parma ed il 26 agosto ha debuttato in Serie B nell'incontro vinto 2-0 contro il Cittadella. Utilizzato con poca frequenza, al termine della stagione conclusa con la vittoria del campionato, è stato ceduto in prestito al Frosinone.

### Nazionale
Ha giocato con le nazionali giovanili slovene Under-16, Under-17, Under-18, Under-19 e Under-21.

## Statistiche

### Presenze e reti nei club
Statistiche aggiornate al 10 maggio 2025.
| Stagione        | Squadra         | Campionato      | Campionato | Campionato | Coppe nazionali | Coppe nazionali | Coppe nazionali | Coppe continentali | Coppe continentali | Coppe continentali | Altre coppe | Altre coppe | Altre coppe | Totale | Totale | Totale |
| Stagione        | Squadra         | Comp            | Pres       | Reti       | Comp            | Pres            | Reti            | Comp               | Pres               | Reti               | Comp        | Pres        | Reti        | Pres   | Reti   |        |
| --------------- | --------------- | --------------- | ---------- | ---------- | --------------- | --------------- | --------------- | ------------------ | ------------------ | ------------------ | ----------- | ----------- | ----------- | ------ | ------ | ------ |
| 2019-2020       | Gorica          | 2.SNL           | 1+2        | 0+1        | CS              | 0               | 0               | -                  | -                  | -                  | -           | -           | -           | 3      | 1      |        |
| 2020-2021       | Gorica          | 1.SNL           | 28         | 3          | CS              | 0               | 0               | -                  | -                  | -                  | -           | -           | -           | 28     | 3      |        |
| Totale Gorica   | Totale Gorica   | Totale Gorica   | 29+2       | 3+1        |                 | 0               | 0               |                    | -                  | -                  |             | -           | -           | 31     | 4      |        |
| 2021-2022       | Celje           | 1.SNL           | 34         | 2          | CS              | 2               | 1               | -                  | -                  | -                  | -           | -           | -           | 36     | 3      |        |
| 2022-2023       | L.R. Vicenza    | C               | 27+4       | 3+0        | CI-C            | 5               | 0               | -                  | -                  | -                  | -           | -           | -           | 36     | 3      |        |
| 2023-2024       | Parma           | B               | 8          | 0          | CI              | 2               | 0               | -                  | -                  | -                  | -           | -           | -           | 10     | 0      |        |
| 2024-2025       | Frosinone       | B               | 22         | 1          | CI              | 0               | 0               | -                  | -                  | -                  | -           | -           | -           | 22     | 1      |        |
| Totale carriera | Totale carriera | Totale carriera | 120+6      | 9+1        |                 | 9               | 1               |                    | -                  | -                  |             | -           | -           | 135    | 11     |        |

## Palmarès

### Club

#### Competizioni nazionali
- Coppa Italia Serie C:

Vicenza: 2022-2023
- Campionato italiano di Serie B: 1

Parma: 2023-2024